# Kaisenbüste

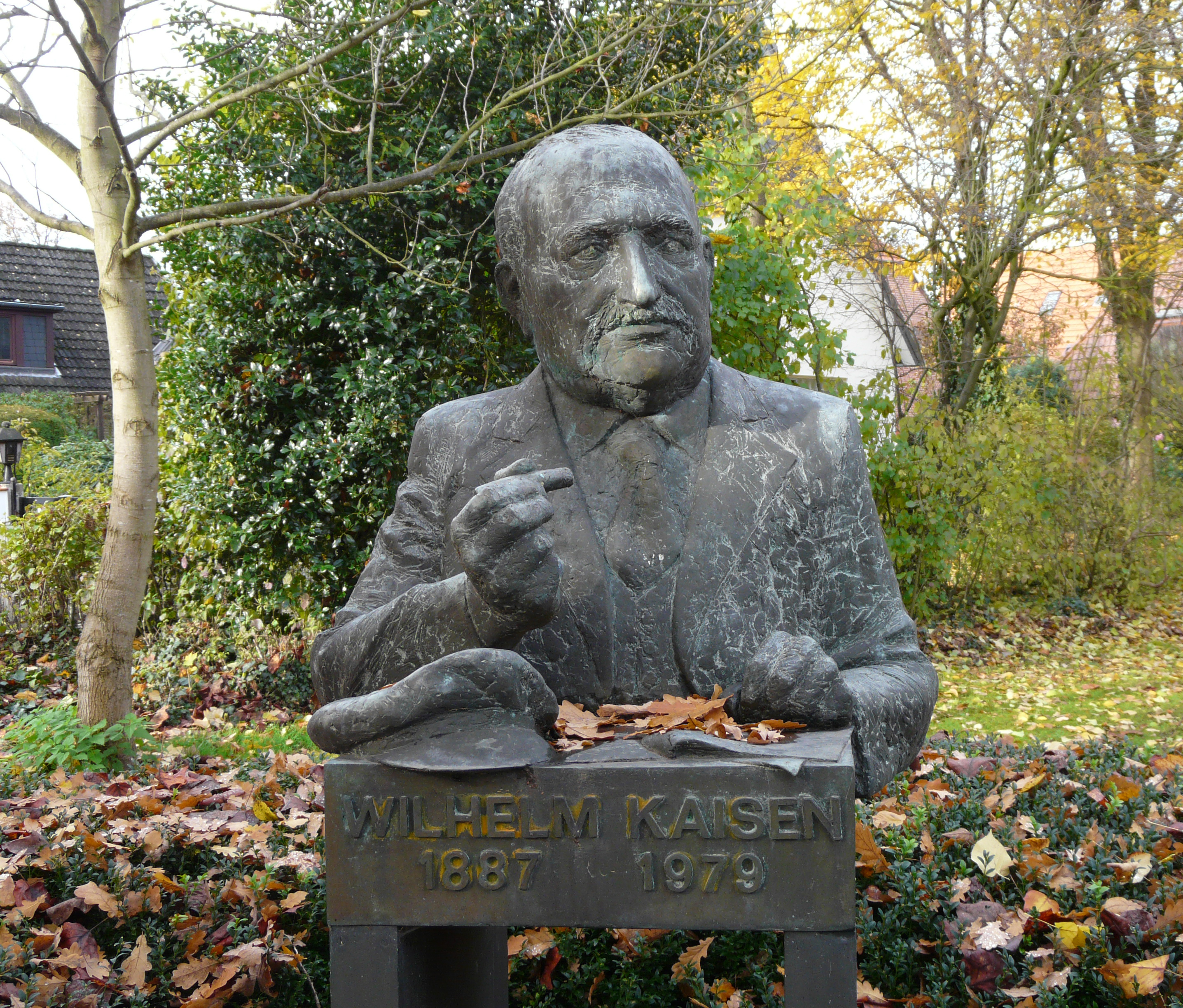
Kaisenbüste in Borgfeld

Die Kaisenbüste steht in Bremen-Borgfeld vor dem Ortsamt Borgfeld. Sie wird in der Liste der Denkmale und Standbilder der Stadt Bremen geführt.
Die Büste von 1985 aus Bronze stammt von der Bildhauerin Christa Baumgärtel. Von ihr stammen in Bremen noch u. a. das Denkmal für Mudder Cordes (1987) in der Knochenhauerstraße, der Vegesacker Wal-Kiefer, die Skulptur Mann und Frau (1992) und das Gräfin-Emma-Denkmal (2009) in Burglesum.

## Wilhelm Kaisen
Wilhelm Kaisen (1887–1979) war ein Bremer Journalist und Politiker der Sozialdemokratischen Partei Deutschlands (SPD). Von 1920 bis 1928 sowie 1933 war er Mitglied der Bremischen Bürgerschaft und von 1928 bis 1933 Senator für Wohlfahrtswesen in Bremen. Die Zeit des Nationalsozialismus in Bremen verbrachte er mit seiner Familie als Landwirt im heutigen Bremer Stadtteil Borgfeld. 1945 berief ihn die amerikanische Besatzungsmacht in den Senat und kurz darauf zum Präsidenten des Senats und Bremer Bürgermeister. Kaisen wurde sechs Mal wiedergewählt. Er prägte den politischen und wirtschaftlichen Wiederaufbau der Hansestadt bis 1965 entscheidend und gilt in Bremen als Symbol des Wiederaufbaus.